# Либал, Рене
Рене Либал (чеш. René Líbal; род. 15 июля 1937[…], Прага) — чехословацкий гребец, выступавший за сборную Чехословакии по академической гребле в конце 1950-х — середине 1960-х годов. Серебряный и бронзовый призёр чемпионатов Европы, победитель и призёр первенств национального уровня, участник двух летних Олимпийских игр.

## Биография
Рене Либал родился 15 июля 1937 года в Праге.
Впервые заявил о себе в академической гребле на международном уровне в сезоне 1958 года, когда вошёл в состав чехословацкой национальной сборной и выступил на чемпионате Европы в Познани, где выиграл бронзовую медаль в распашных безрульных четвёрках.
В 1959 году в той же дисциплине взял бронзу на чемпионате Европы в Маконе.
Благодаря череде удачных выступлений удостоился права защищать честь страны на летних Олимпийских играх 1960 года в Риме. В зачёте четвёрок без рулевого совместно с партнёрами Йиндржихом Блажеком, Мирославом Йишкой и Ярославом Старостой с первого места преодолел предварительный квалификационный этап, тогда как в решающем финальном заезде финишировал четвёртым.
После римской Олимпиады Либал остался действующим спортсменом и продолжил принимать участие в крупнейших международных регатах. Так, в 1963 году он побывал на чемпионате Европы в Копенгагене, откуда привёз награду серебряного достоинства, выигранную в зачёте распашных рулевых четвёрок — в финале их обошёл только экипаж из Западной Германии.
Находясь в числе лидеров чехословацкой гребной команды, благополучно прошёл отбор на Олимпийские игры 1964 года в Токио. В составе экипажа-четвёрки, куда также вошли гребцы Карел Карафиат, Ян Штефан, Ярослав Староста и рулевой Арношт Поисл, занял третье место на предварительном квалификационном этапе, затем финишировал третьим в дополнительном отборочном заезде, тогда как в утешительном финале за 7-12 места чехословацкие гребцы не стартовали.